# Actaea (krabbsläkte)
Actaea är ett släkte krabbor i familjen Xanthidae. Släktet beskrevs 1833 av den holländske zoologen Wilhem de Haan i Siebolds Fauna Japonica.

## Arter
- Actaea acantha (H. Milne-Edwards, 1834)
- Actaea allisoni Garth, 1985
- Actaea angusta Rathbun, 1898
- Actaea areolata (Dana, 1852)
- Actaea banarensis
- Actaea bifrons Rathbun, 1898
- Actaea bocki Odhner, 1925
- Actaea calculosa (H. Milne-Edwards, 1834)
- Actaea capricornensis Ward, 1933
- Actaea carcharias White, 1848
- Actaea catalai Guinot, 1976
- Actaea flosculata Alcock, 1898
- Actaea fragifera (White, 1848)
- Actaea glandifera Rathbun, 1914
- Actaea granulata
- Actaea grimaldii Ng & Bouchet, 2015
- Actaea hieroglyphica Odhner, 1925
- Actaea hystrix Miers, 1886
- Actaea jacquelinae Guinot, 1976
- Actaea nodulosa
- Actaea occidentalis Odhner, 1925
- Actaea parvula
- Actaea peronii (H. Milne-Edwards, 1834)
- Actaea perspinosa Borradaile, 1902
- Actaea petalifera Odhner, 1925
- Actaea picta Zehntner, 1894
- Actaea polyacantha (Heller, 1861)
- Actaea polydora (Herbst, 1801)
- Actaea pura Stimpson, 1858
- Actaea rueppellii (Krauss, 1843)
- Actaea rufopunctata
- Actaea sabae Nobili, 1905
- Actaea savignii (H. Milne-Edwards, 1834)
- Actaea semblatae Guinot, 1976
- Actaea spinosissima Borradaile, 1902
- Actaea spongiosa (Dana, 1852)
- Actaea squamosa Henderson, 1893
- Actaea squamulosa Odhner, 1925
- Actaea tessellata Pocock, 1890